# Анемічна галактика

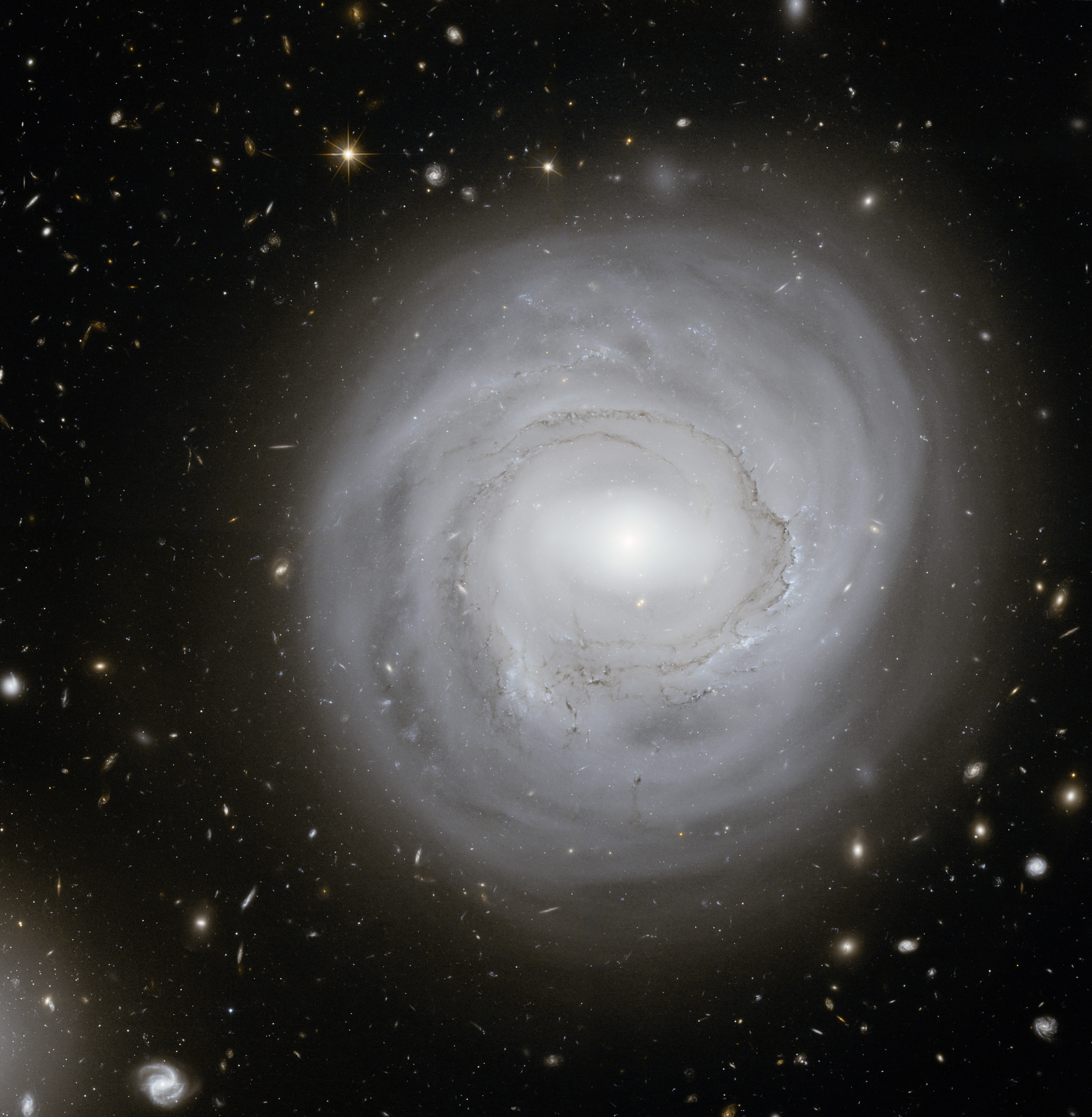
NGC 4921, типова анемічна галактика.

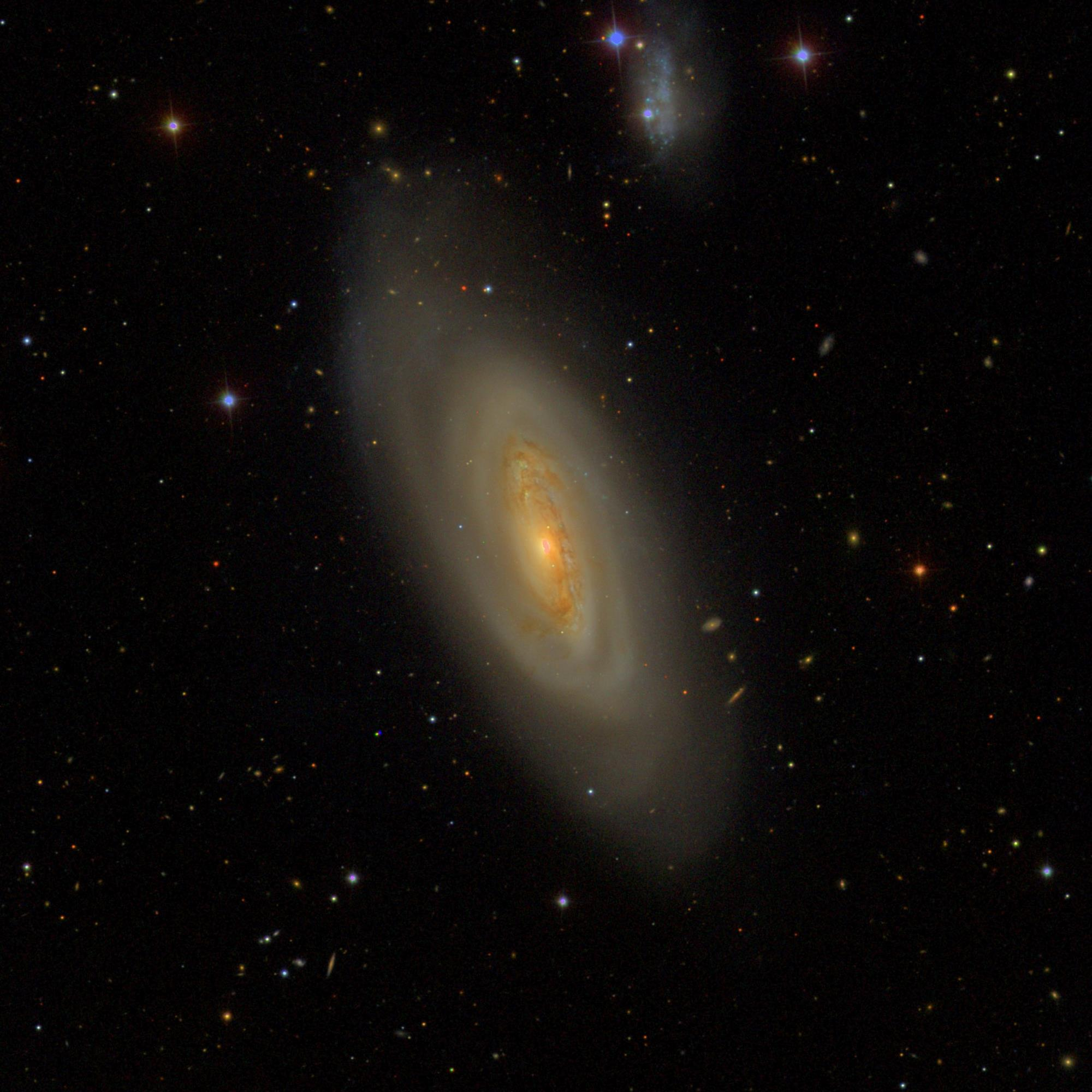
M 90 також є анемічною галактикою.

Анемічна галактика — тип спіральних галактик, що характеризується низьким контрастом між спіральними рукавами та диском.
У 1976 році канадський астроном Сідні Ван ден Берг запропонував термін «анемічна галактика» для класифікації галактик, що займають проміжне положення між багатими газом спіральними галактиками з активним зореутворенням та бідними газом лінзоподібними галактиками.

## Характеристики
Анемічні галактики мають не лише малий контраст спіральних рукавів у порівнянні з рештою диска, але й мають малу кількість і густину нейтрального водню. Кольори анемічних галактик червоніші, ніж у нормальних галактик, вміст зон іонізованого водню менший, активність зореутворення нижча.
Спочатку вважалося, що вміст молекулярного водню в подібних галактиках такий самий, як у звичайних спіральних галактик, але подальші дослідження показали, що у ряду анемічних галактик спостерігається дефіцит молекулярного газу.
Анемічні галактики не слід плутати з галактиками, що мають червоний колір внаслідок малої активності зореутворення, але мають нормальний вміст нейтрального газу, як у випадку з Туманністю Андромеди.

## Еволюція
Оскільки більшість галактик такого типу розташовані в багатих скупченнях галактик, було висловлено припущення, що подібне оточення може бути причиною перетворення нормальних спіральних галактик на анемічні. Дослідження спіральних галактик у скупченні Діви показало, що в порівнянні з ізольованими спіральними галактиками у галактик скупчення нейтральний газ і області зореутворення обмежені розміром оптичного диска, причому активність зореутворення нижча. Фізичні процеси у скупченнях галактик, такі як взаємодія з середовищем усередині скупчень або взаємодії з сусідніми галактиками, можуть бути відповідальними за створення анемічних галактик шляхом позбавлення нормальних галактики газу або підсилення на деякий час темпу зореутворення, що згодом призводить до вичерпання газу та припинення зореутворення. Ізольовані зоряні системи при активному зореутворенні також можуть стати анемічними галактиками при вичерпанні вмісту газу.
Найімовірніше, що в подальшому анемічні галактики мають вичерпати залишки газу і припинити зореутворення, ставши системами, схожими на лінзоподібні галактики; можливо, більшість лінзоподібних галактик у скупченнях раніше були спіральними галактиками.

## Пасивні спіральні галактики
Пасивні спіральні галактики — тип спіральних галактик, розташованих у багатих скупченнях галактик на високих червоних зміщеннях. Подібні галактики мають спіральну структуру, але практично не виявляють зореутворення, що часто спостерігається тільки в їхніх центральних областях. У таких галактиках не спостерігаються масивні зорі (понад 20 мас Сонця).
Результати комп'ютерного моделювання показують, що подібні галактики знаходяться на етапі перетворення на лінзоподібні галактики, оскільки втратили водень в гало, який міг би поповнити вміст газу в диску, вичерпаний при зореутворенні.
Оскільки за рядом властивостей пасивні спіральні галактики подібні до анемічних галактик, співвідношення між цими типами галактик залишається нез'ясованим: пасивні галактики можуть бути етапом на шляху перетворення анемічних галактик в лінзоподібні або пасивні галактики можуть бути тим самим типом об'єктів, і різниця полягає лише у більшій віддаленості пасивних галактик.

## Приклади
NGC 4921 у скупченні Волос Вероніки та Messier 90 у скупченні Діви є анемічними галактиками.